# 서치라이트 작전
서치라이트 작전(Operation Searchlight)은 파키스탄군이 동파키스탄에서 벵골 민족주의자를 진압하기 위해 벌인 작전이다. 방글라데시 독립 전쟁이 촉발되었고, 인도가 참전하여 동파키스탄은 방글라데시로 독립하였다.

## 같이 보기
- 1971년 방글라데시 집단학살
- 1970년 파키스탄 총선